# Szaniszló József (kanonok)
Tordai Szaniszló József (Szombathely, 1790. január 7. – Szombathely, 1862. október 19.) szombathelyi apát-kanonok. 

## Élete
A szülővárosában tanult, és ugyanott 1812-ben pappá szentelték. Kéthelyen és Körmenden káplán volt. 1817-ben a szombathelyi papnevelő lelkiigazgatójává nevezték ki. 1822-ben baltavári plébános lett. 1837-ben tartós betegsége miatt öccse meghívására Peste ment, ahol meggyógyult, és 1839-ben visszatért a megyéjébe, ahol mint a papnevelő lelkiigazgatója működött. 1840-től 1847-ig a megyei foglyoknak tartott erkölcsi tanításokat. 1844-ben Szombathelyen és környékén megalapította és szervezte az élő-olvasó-társulatot. 1850. december 18-án címzetes, 1851-ben valóságos kanonoká nevezték ki. 
Cikkeket írt a Fasciculi Ecclesiastici Literariibe és a Religio és Nevelésbe.

## Munkái
- Bibliai, vagyis ó- és újtestamentomi történet, mellyet Stapf József Ambrus német munkája után írt. Pest, 1839.
- A római kath. anyaszentegyház ünnepeinek szertartásai. Szombathely, 1847.

magyarra fordította Szaniszló Ferenc két latin munkáját.